# Microporella dentilingua
Microporella dentilingua är en mossdjursart som beskrevs av Tilbrook 2006. Microporella dentilingua ingår i släktet Microporella och familjen Microporellidae. Inga underarter finns listade i Catalogue of Life.